# Jipi y Tilín
Jipi y Tilín és una pel·lícula espanyola en blanc i negre muda rodada al País Basc el 1927, dirigida per Mauro Azcona Pérez. Es considera el primer documental publicitari sobre Bilbao.

## Argument
Dos lladregots li roben a un inventor un producte per netejar mobles i es dediquen a vendre'l pels carrers de Bilbao.

## Repartiment
- Jesús Yoldi
- Rosario Nogués
- Josetxu Frías